# Maxilly-sur-Léman
Maxilly-sur-Léman – miejscowość i gmina we Francji, w regionie Owernia-Rodan-Alpy, w departamencie Górna Sabaudia.
Według danych na rok 1990 gminę zamieszkiwało 945 osób, a gęstość zaludnienia wynosiła 232 osób/km² (wśród 2880 gmin regionu Rodan-Alpy Maxilly-sur-Léman plasuje się na 810. miejscu pod względem liczby ludności, natomiast pod względem powierzchni na miejscu 1582.).